# Euseius ahaioensis
Euseius ahaioensis är en spindeldjursart som först beskrevs av Gupta 1992.  Euseius ahaioensis ingår i släktet Euseius och familjen Phytoseiidae. Inga underarter finns listade i Catalogue of Life.